# Carlos Santamaría Ansa
 (juillet 2014).
Si vous disposez d'ouvrages ou d'articles de référence ou si vous connaissez des sites web de qualité traitant du thème abordé ici, merci de compléter l'article en donnant les références utiles à sa vérifiabilité et en les liant à la section « Notes et références ».
Carlos Santamaría Ansa, né le 25 décembre 1909 à Saint-Sébastien et mort le 30 décembre 1997  dans la même ville, est un mathématicien, humaniste, écrivain et académicien basque espagnol de langue basque et espagnole. Promoteur scientifique, culturel et académique du Pays basque, il est aussi météorologiste, philosophe, bascophile et pacifiste.

## Biographie
Carlos Santamaría est le plus jeune de dix enfants. Fils d'un enseignant, il étudie dans la maison familiale jusqu'à 13 ans, âge auquel il entre à l'École des Marianistes de Saint-Sébastien. Après avoir terminé ses études secondaires, il étudie les mathématiques à l'université centrale de Madrid, où il rencontre Julio Rey Pastor (1888-1962), et avec qui il commence à faire des recherches en mathématiques. Sous sa direction, il approfondit formellement les principes logiques de la topologie, et obtient un doctorat en 1934, avec une thèse intitulée Sobre la noción de separación como fundamento de la topología (« Sur la notion de séparation comme fondement de la topologie »). Il étudie aussi avec José Oñate Guillén.
Avec le soutien d'Eusko Ikaskuntza entre autres, le CEC (Centre d’études scientifiques de Saint-Sébastien) est fondé, avec Santamaría Ansa à sa direction. Y est créée une importante bibliothèque scientifique et technique, un laboratoire d'essais et pour des essais industriels, de nombreux ateliers et conférences sont organisés, qui réussissent à attirer environ 300 membres (avec des personnalités telles que Rey Pastor, Blas Cabrera, Julio Palacios ou Esteban Terradas).
Durant la Deuxième République, il participe à la création de l'Association guipuscoane d'enseignement (catholique), puis occupe la chaire de recherche en algèbre dès 1971 à l'École universitaire technique du Guipuscoa, un autre centre qu'il a contribué à fonder. Il s'occupe par ailleurs de l'Observatoire météorologique d'Igeldo (depuis 1940) et du Centre météo de Saint-Sébastien (1950).
Dans les domaines de la philosophique, de la religion et de la politique, Carlos Santamaría s'occupe en particulier de la promotion et de la direction des Conversations internationales catholiques, en 1935 puis à nouveau à partir de 1947 (jusqu'en 1960). Dans ces réunions, y participent d'éminents penseurs catholiques venus de toute l'Europe, qui, en précurseurs, se penchent sur le sens de l'esprit du futur Vatican II.
Il est également impliqué dans le Centre d'études supérieures (Centro de Estudios Superiores, 1939), le Collège technique d'entreprises (Escuela Superior Técnica de Empresariales, 1956), l'École des enseignants basques (Escuela de maestras euskaldunas, 1964), l'École pétrochimique (Escuela petroquímica, 1967), l'embryon de la Faculté de chimie (Facultad de Ciencias Químicas, 1973), le lycée Saint-Thomas (1961) ainsi que la première ikastola d’enseignement secondaire, toutes établies à Saint-Sébastien.
Les engagements au niveau de l'éducation dans lesquels Carlos Santamaría s'est impliqué, ou le manque de liberté durant le franquisme, ne l'ont pas empêché de poursuivre une trajectoire intellectuelle cohérente et engagée. Carlos Santamaría adhère à la philosophie personnaliste, à la pensée des philosophes Emmanuel Mounier (1905-1950) et Jacques Maritain (1882-1973). La particularité du mouvement personnaliste qui l'intéressait le plus, était l'idée qu'une personne morale doit avoir la priorité absolue sur les institutions qui imposent des besoins matériels et des perspectives matérialistes. Loin de se limiter à exprimer une position de caractère simplement philosophique ou intellectuel, Carlos Santamaría applique cette idée au sens moral de la science à travers des attitudes pacifistes chrétiennes et progressistes. Sans surprise, il devient, entre 1958 et 1966, le secrétaire du mouvement catholique international pour la paix Pax Christi, basé à Paris.
Son livre le plus connu, publié en 1985, est La amenaza de guerra nuclear (« La menace d'une guerre nucléaire »). Le 13 avril 1991, il reçoit le prix Manuel-Lekuona.

## Œuvres
- Teoremas sobre compacidad en el espacio proyectivo, Saint-Sébastien, 1935 ;
- Espacio y dimensión en la matemática moderna Saint-Sébastien, 1938 ;
- La filosofía política de Jacques Maritain, Saint-Sébastien, 1950 ;
- Espiritualidad y política, Madrid, 1954 ;
- Jacques Maritain y la polémica del Bien Común, 1955 ;
- Técnicos al servicio de una concepción moral de la vida humana, 1958 ;
- Civismo supranacional, 1958 ;
- Guerra limitada y moral limite, 1960 ;
- Marxistas y cristianos ante la violencia, 1968 ;
- In search of a Concept of Peace, 1969
- La Iglesia hace política, 1974 ;
- Gerra nuklearraren arriskua eta Europako egoera, 1984 ;
- L'Éducation à la Paix, 1985 ;
- La amenaza de la guerra nuclear: estrategia, política y ética, Saint-Sébastien: Idatz, 1985.

Articles
- L'Humanisme et la Grâce, L’Humanisme et la Grâce, Semaine des Intellectuels Catholiques, 1950 ;
- Droits de l’homme et défense de la personne, Espoir humain et espérance chrétienne, Semaine des Intellectuels Catholiques, 1951 ;
- L'Église croit à l’avenir du monde, L’Église et les Civilisations, Semaine des Intellectuels Catholiques, 1955
- La acción personal del cristiano en favor de la paz, Criterio 1251 , 1956, 8-12 ;
- El pecado colectivo, Orbis Catholicus z/g , 1958, 353-365 ;
- A la recherche d’une notion de paix, Justice dans le Monde 1/II , 1960, 5-23 ;
- La Socialisation et l’Encyclique Mater et Magistra, Service Social dans le Monde 1 , 1962, 4-14 ;
- El desarme de las conciencias, VV., Comentarios a la Pacem in Terris, BAC 1963 ;
- Équilibre humain et spiritualité, Service Social et équilibre humain, Xe Congrès Mondial de Service Social, 1964 ;
- Problemática española de la educación frente a la convivencia internacional, La Educación social y cívica en una sociedad de masas, XXII Semana Social de España, 1964 ;
- Gaurko arazo ederra, Jakin 19 , 1965, 45-57 ;
- Galdera zenbait Che Guevara ta kristau kontzientziaz, Jakin 27/28 , 1967, 11-15 ;
- Situación del hombre en el mundo, VV., Comentarios a la Gaudium et Spes., BAC 1968 ;
- Eliza ta biolentzia, Jakin 30 , 1968, 43 ;
- Gaurko gai bat, Jakin 34 , 1969, 58-60
- Dimensio bateko gizona, Jakin 35 , 1969, 17-24
- En torno a la nación vasca, Avance/Intervención 2 , 1976, 51-57
- La estructura política del Estado, Iglesia Viva 71/72 , 1977, 449-475
- La violencia armada en el País Vasco, Herria 2000 Eliza 28 , 1980, 11-13
- Marx eta giza pertsonaren problematika, Jakin 30 , 1984, 75-93